# Le Dieu Bigorne
Pour plus de détails, voir Fiche technique et Distribution.
Le Dieu Bigorne est un film français réalisé par Benjamin Papin et sorti en 2016.

## Fiche technique
- Titre : Le Dieu Bigorne
- Réalisation : Benjamin Papin
- Scénario : Benjamin Papin
- Costumes : Sophie Porteu
- Décors : Edwige Le Carquet
- Photographie : Raphaël Vandenbussche
- Montage : Karen Benainous
- Son : Julien Sicart
- Montage son : Manuel Vidal
- Mixage : Emmanuel Bonnat
- Musique : Olivier Marguerit
- Société de production : Bathysphere Productions
- Pays de production :  France
- Genre : comédie dramatique
- Durée : 39 minutes
- Date de sortie : France - 6 avril 2016[1]

## Distribution
- Ninotchka Peretjatko : Vinca
- Rayan Rabia : Jérémy
- Ania Svetovaya : la mère de Vinca
- Arthur Harari : le père de Vinca
- Ayana Fuentes Uno : la mère de Jérémy
- Bruno Clairefond : le père de Jérémy
- Nicolas Granger : le dieu Bigorne

## Distinctions

### Récompenses
- Prix du jury et Prix Ciné+ aux Rencontres internationales du moyen métrage de Brive 2016[2]

### Sélections
- Festival Côté court de Pantin 2016
- Festival Silhouette de Paris 2016